# SSSPM J0829−1309
| SSSPM J0829−1309                                                         | SSSPM J0829−1309   |
| ------------------------------------------------------------------------ | ------------------ |
| Beobachtungsdaten Äquinoktium: J2000.0, Epoche: J2000.0                  |                    |
| Sternbild                                                                | Hydra              |
| Rektaszension                                                            | 08h 28m 34,2s      |
| Deklination                                                              | −13° 09′ 20″       |
| Helligkeit (J-Band)                                                      | (12,80 ± 0,03) mag |
| Spektralklasse                                                           | L2                 |
| Astrometrie                                                              |                    |
| Entfernung                                                               | 11,69 ± 0,02 pc    |
| Eigenbewegung:                                                           |                    |
| in Rektaszension                                                         | ca. −586 mas/a     |
| in Deklination                                                           | ca. 12 mas/a       |
| Katalogbezeichnungen                                                     |                    |
| 2MASS J08283419-1309198 DENIS-P J082834.3-130919 USNO-B1.0 0768-00204971 |                    |

SSSPM J0829−1309 ist ein Himmelskörper (L2-Zwerg) im Sternbild Hydra. Er wurde bei der systematischen Untersuchung von Eigenbewegungen auf der Basis der Daten der SuperCOSMOS Sky Surveys entdeckt (Publikation 2002). SSSPM J0829−1309 ist eines der nächsten Objekte seiner Art.